# Motoko Arai
Pour les articles homonymes, voir Arai (homonymie).
 (juillet 2025).
Si vous disposez d'ouvrages ou d'articles de référence ou si vous connaissez des sites web de qualité traitant du thème abordé ici, merci de compléter l'article en donnant les références utiles à sa vérifiabilité et en les liant à la section « Notes et références ».
Motoko Arai (新井 素子, Arai Motoko), née le 8 août 1960 à Nerima, arrondissement spécial de Tokyo, est une écrivain japonaise de science fiction et de fantasy. Son premier roman est couronné d'un prix en 1977 alors qu'elle est encore au lycée. En 1981 et 1982 elle reçoit le prix Seiun de la nouvelle de fiction. Elle est diplômée de l'université Rikkyō en 1983. Certains de ses livres ont été adaptés au cinéma.
Motoko Arai fait partie du comité de sélection du Super Dash Novel Rookie of the Year Award (en).